# 入世佛教
入世佛教（英語：Engaged Buddhism），亦有譯作人間佛教或左翼佛教，意指佛教徒應該努力將他們內在的禪定體驗與佛法教義應用在社會、政治、環保、經濟之上，並且主動反抗不公義的事物。「入世佛教」的理念由越南禪宗僧人釋一行所提倡，並在西方世界成長。

## 歷史
这一概念早在當地於1930年代對抗法國殖民統治之時就已成型，但未有特定的名堂；到了越戰時，由於一行禪師所熱心推展的和解運動，使他和「入世佛教」為西方社會所認識。入世佛教是一種關懷社會的佛教運動，透過「關懷弱勢社群及參與社會運動，甚至不惜抗衡當權者」，從而活出佛家思想的精神。2007年在緬甸發生由當地僧侶發起的反軍政府遊行示威事件，被認為是入世佛教在東南亞地區的一次重要參與。

## 著名人物
- 一行禪師，越南人，佛教和平友誼會的創立人
- 素拉·司瓦拉差（英语：Sulak Sivaraksa），泰國反軍政府運動領袖，INEB創立人
- 阿姆倍伽尔，印度政治人物，印度賤民解放運動[5]
- 芮哲非（Christopher A. Reed）
- 證峰禪師，臺灣日治時期的臺灣佛教僧侶，參加文化運動與反殖運動，其思想受到民族主義與無產階級革命的社會主義思潮影響，並藉此批判當時台灣佛教現象，被喻為「解放佛學」。[6]

## 參看
- 上座部佛教
- 佛教和平友誼會（Buddhist Peace Fellowship，http://www.bpf.org/）%5B%5D
- 入世佛教國際網路（International Network of Engaged Buddhists，簡稱INEB，http://www.inebnetwork.org/）%5B%5D

## 外部連結
- UK Network of Engaged Buddhists
- Network of Buddhist Organisations(UK) （页面存档备份，存于）
- Amida Trust Home Page （页面存档备份，存于）
- Sulak Sivaraksa
- The Engaged Zen Foundation （页面存档备份，存于）
- Benevolent Organisation for Development, Health and Insight （页面存档备份，存于）
- The Gaden Relief Project （页面存档备份，存于）
- Plum Village 梅村（释一行）